# روميانشو غورانوف
روميانشو جورانوف راديف (بالبلغارية: Румянчо Горанов Радев؛ 17 مارس 1950) هو حارس مرمى كرة قدم بلغاري سابق. لعب معظم مسيرته لنادي لوكوموتيف صوفيا، كما شارك في 34 مباراة دولية مع منتخب بلغاريا بما في ذلك مشاركته في نهائيات كأس العالم 1974.

## الألقاب

### مع الأندية
- لوكوموتيف صوفيا
  - الدوري البلغاري الممتاز:
    - موسم: 1977-78

  - كأس بلغاريا:
    - موسم: 1981-82
- ليفسكي صوفيا
  - كأس بلغاريا:
    - موسم: 1970–71

## وصلات خارجية
- الملف الشخصي للاعب على موقع LevskiSofia.info